# Thomas-G.-Thompson-Klasse
Die Thomas-G.-Thompson-Klasse bezeichnet eine aus vier Einheiten bestehende Klasse von Forschungsschiffen. Drei der Schiffe gehören der United States Navy und werden von verschiedenen Forschungseinrichtungen betrieben. Die vierte Einheit gehört der National Oceanic and Atmospheric Administration (NOAA).

## Geschichte
Die von Halter Marine entworfenen Schiffe wurden auf der Werft Halter Marine in Moss Point im US-Bundesstaat Mississippi gebaut.
Drei der Schiffe gehören der United States Navy, Office of Naval Research. Die Thomas G. Thompson wird vom College of the Environment der University of Washington in Seattle, die Roger Revelle von der Scripps Institution of Oceanography der University of California in San Diego und die Atlantis von der Woods Hole Oceanographic Institution in Falmouth betrieben. Das vierte Schiff der Serie gehört der National Oceanic and Atmospheric Administration (NOAA).
Die drei Schiffe der United States Navy wurden Ende der 2010er-/Anfang der 2020er-Jahre modernisiert, um sie weitere 20 bis 25 Jahre nutzen zu können.

## Beschreibung
Die Schiffe werden dieselelektrisch von zwei Elektromotoren angetrieben, die auf zwei Propellergondeln wirken. Als Antriebsmotoren kommen Elektromotoren von General Electric bzw. Siemens zum Einsatz. Die Antriebsleistungen der Motoren betragen rund 2200 kW. Für die Stromerzeugung an Bord stehen mehrere von Dieselmotoren angetriebene Generatoren zur Verfügung. Weiterhin wurde ein Notgenerator verbaut. Die Schiffe sind mit einem ausfahrbaren Bugstrahlruder ausgestattet. Sie verfügen über ein System zur dynamischen Positionierung.
Im Rumpf sind unter anderem der Maschinenraum, verschiedene Lagerräume, die Wäscherei, technische Betriebsräume und Tanks untergebracht. Unterhalb des Hauptdecks sind im vorderen Bereich der Schiffe 15 Doppelkabinen eingerichtet. Auf dem Hauptdeck sind die Laborräume sowie Lagerräume untergebracht. Im hinteren Bereich der Schiffe befindet sich ein offenes Arbeitsdeck. Hier können unter anderem 20-Fuß-Container (Labor- oder Transportcontainer) mitgeführt werden. Weitere 20-Fuß-Container können im Vorschiffsbereich mitgeführt werden. Auf den Decks über dem Hauptdeck sind unter anderem fünf Doppelkabinen für die Schiffsbesatzung sowie zehn Einzelkabinen für die Schiffsbesatzung und den wissenschaftlichen Leiter eingerichtet. Weiterhin befinden sich hier die Kombüse, eine Messe, ein Aufenthaltsraum, ein Konferenzraum mit einer Bibliothek, die Krankenstation und weitere technische Betriebsräume. Die Brücke befindet sich im Mittschiffsbereich auf den Decksaufbauten. Sie ist vollständig geschlossen und erstreckt sich über die gesamte Schiffsbreite. Die Angaben zur Besatzungsstärke und den Plätzen für wissenschaftliches bzw. technisches Personal unterscheiden sich bei den Schiffen geringfügig.
Die Schiffe sind unter anderem mit verschiedenen Sonar- und Echolotanlagen sowie anderen Geräten für wissenschaftliche Messungen ausgerüstet.
An Bord stehen mehrere Hebewerkzeuge zur Verfügung, darunter zwei Krane im Achterschiffsbereich, die jeweils 12 t heben können. Die Schiffe sind mit einem schwenkbaren Heckgalgen mit einer Kapazität von rund 22 t ausgerüstet. Für das Schleppen von Forschungsgeräten stehen mehrere Winden zur Verfügung.
Die Schiffe können rund 60 Tage auf See bleiben.
Die Atlantis ist für den Einsatz des Forschungs-U-Bootes Alvin ausgerüstet.

## Schiffe
| Thomas-G.-Thompson-Klasse | Thomas-G.-Thompson-Klasse | Thomas-G.-Thompson-Klasse | Thomas-G.-Thompson-Klasse                        |
| Bauname                   | Baunummer                 | IMO-Nummer                | Kiellegung Stapellauf Ablieferung                |
| ------------------------- | ------------------------- | ------------------------- | ------------------------------------------------ |
| Thomas G. Thompson        | 1148                      | 8814419                   | 29. März 1989 27. Juli 1990 8. Juli 1991         |
| Roger Revelle             | 1358                      | 9075228                   | 9. Dezember 1993 20. April 1995 11. Juni 1996    |
| Atlantis                  | 1416                      | 9105798                   | 16. August 1994 1. Februar 1996 25. Februar 1997 |
| Ronald H. Brown           | 1417                      | 9105786                   | 20. Februar 1995 30. Mai 1996 18. April 1997     |

Die Schiffe der United States Navy sind nach den US-amerikanischen Wissenschaftlern Thomas Gordon Thompson, Roger Revelle und der 1931 in Dienst gestellten Atlantis, dem ersten speziell für die US-Meeresforschung gebauten Schiff, benannt. Die Ronald H. Brown ist nach dem Politiker Ronald Brown benannt. Die Schiffe fahren unter der Flagge der Vereinigten Staaten. Heimathafen der Thomas G. Thompson ist Seattle, Heimathafen der Roger Revelle ist San Diego, Heimathafen der Atlantis ist Woods Hole und Heimathafen der Ronald H. Brown ist Charleston.
Die Atlantis ersetzte die 1996 außer Dienst gestellte Atlantis II.